# Walter Diesel
Walter Diesel 5t (D3V) a Walter Diesel 3t (D2V) byly nákladní automobily, které ve 30. letech 20. století vyráběla společnost Walter.

## Vznik
K výrobě osobních automobilů Walter se záhy připojuje i výroba nákladních automobilů, autobusů a speciálních užitkových vozů. Užitkové a nákladní automobily a také autobusy firma Walter a spol. vyráběla po celé meziválečném období. Prvním a nejprodávanějším nákladním automobilem byl od roku 1924 vyráběný typ Walter PN (Plocek – Nákladní) s nosností do 3 t. V letech 1931-1936 byl ve výrobě nejsilnější a největší typ Walter FN/FNA s nosností až 6,5 t. Podvozky s nástavbami typů PN a FNA se staly také nositelem licenčních dieselových motorů Junkers. Automobily byly pak nabízeny pod označení Walter Diesel 5 t a Walter Diesel 3 t. Tyto motory byly představeny již na autosalonu v Praze na podzim 1931 (expozice ve Strojnickém pavilonu na výstaviště). Do výroby se dostal jako první Diesel 5 t se silnějším s motorem SA-12 (1932), slabší Diesel 3 t s motorem SA-9 v roce 1934.
V roce 1932 přišla továrna Walter na trh s modifikací automobilu Walter FNA, který byl v tomto případě osazen dieselovým motorem SA-12 vyráběným v licenci světoznámé továrny Junkers (Junkers Flugzeug- und Motorenwerke AG), která tyto motory vyráběla od roku 1927. Automobil byl označen jako Walter Diesel 5 t. O 2 roky později (1934) uvedla automobilka Walter na trh menší vůz o nosnosti 2,5-3 t rovněž s dieselovým motorem, tentokráte typu SA-9. Tento automobil byl vyráběn pod označením Walter Diesel 3 t. A.S. Walter ve svých reklamních materiálech o nákladních vozech Walter Diesel zvláště zdůrazňovala "mohutnou obří, neúnavnou sílu slona, ohromnou ložnou plochu, vzadu dvojité balony, úsporu 80 % paliva a rychlost 85 km/h". Provoz automobilů s dieselovými motory byl výhodnější než u benzínových. Samotná nafta byla ve 30. letech výrazně levnější než benzín a automobily se vznětovými motory byly navíc daňově zvýhodněny. Německé vznětové motory byly celosvětově úspěšné. Díky jejich zdokonalování německými konstruktéry plná polovina všech dieselových motorů "ve světě běhajících" byla německého původu.
Důvěra ve značku Walter se projevila ponejvíce v roce 1933, kdy ze všech značek působících na československém trhu bylo prodáno nejvíce nákladních automobilů Walter. Z užitkových automobilů Walter v roce 1933 přihlášených v Československu k provozu bylo 757 nákladních, 527 autobusů, 8 sanitek, 6 čisticích a kropicích vozů, 30 hasičských a 19 speciálních automobilů. Především byla zaznamenána značná obliba typů Walter PN (v roce 1935 bylo v provozu přes 1000 automobilů tohoto typu) a Walter Ideal.

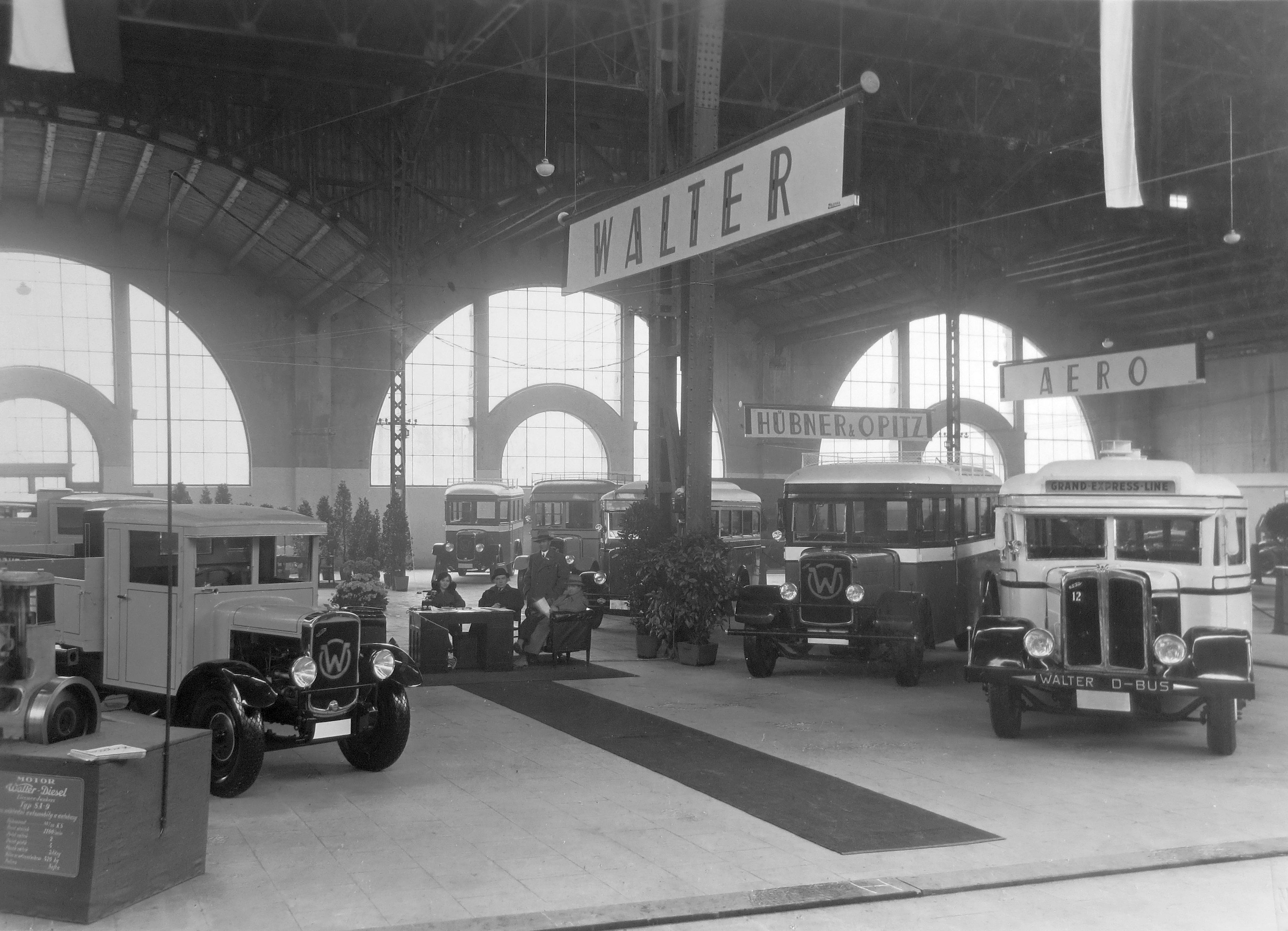
Expozice Walter ve Strojnickém pavilonu při pražském autosalonu 1931. Vlevo dole motor Junkers SA 9 pro automobil Diesel 3 t

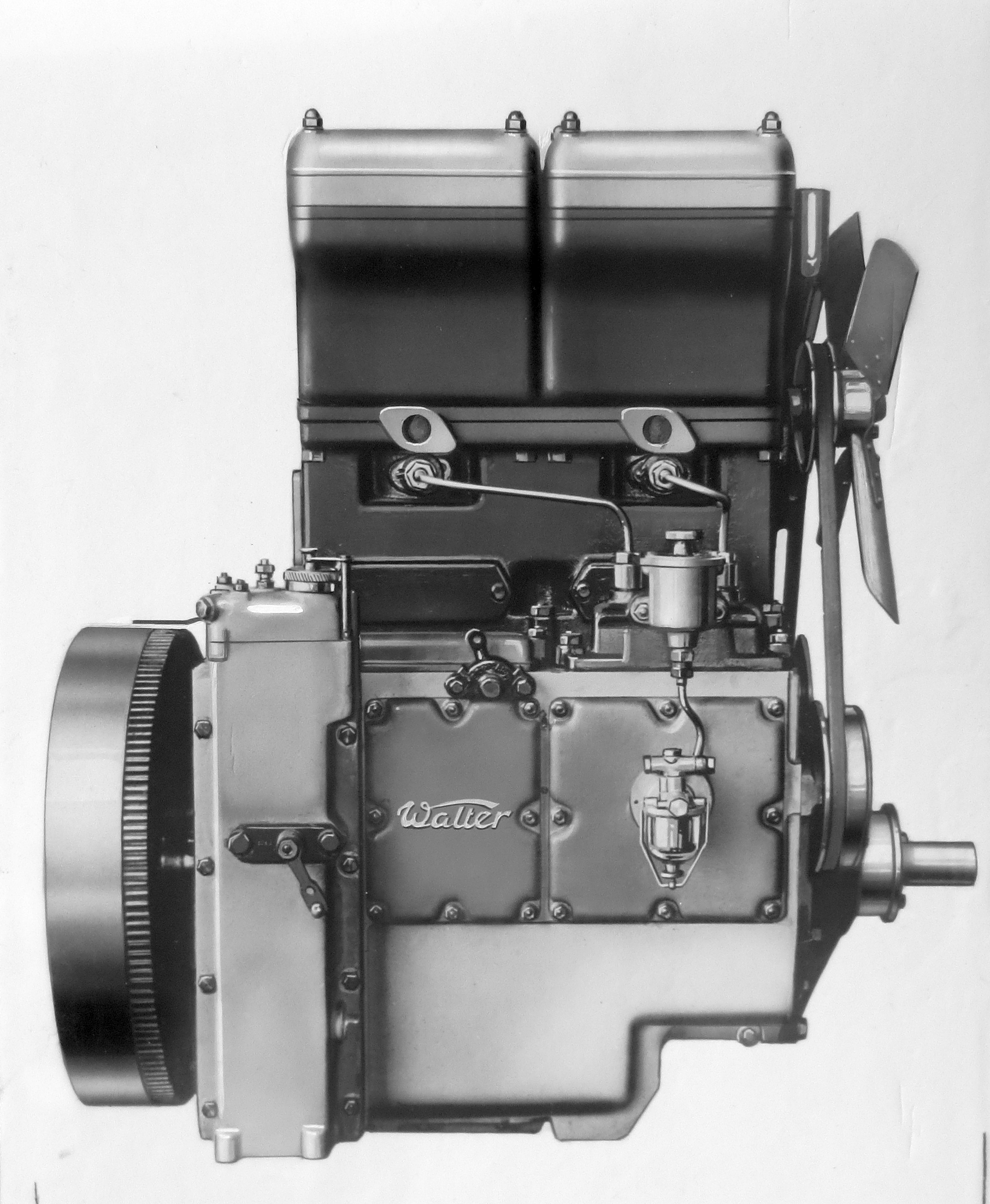
Motor Walter Diesel D2V (Junkers SA 9)

## Motor
Dvoudobý vznětový motor s protiběžnými písty měl jediný klikový hřídel (na rozdíl od leteckých motorů Junkers např. Walter Jumo IV C). Každý válec měl 2 protiběžné písty, z nichž dolní působil na klikový hřídel prostřednictvím ojnice a horní pomocí dvou postranních ojnic. Horní píst současně plnil i funkci pístu dmychadla, které bylo umístěno v horní části válce, kde se komprimoval vzduch pro vyplachování a plnění válců (kompresní poměr 18:1). Místo ventilů bylo použito spirálovitých kanálků. Do prostoru mezi válci a skříní motoru byl dmychadlem stlačován vzduch k sání motoru. Dmychadla plnila stlačeným vzduchem skříň motoru, de facto tlakovou komoru obklopující válce. Spodní píst měl zdvih 96 a horní 144 milimetrů (celkem 240 mm). Motory měly jediný klikový hřídel a shora dolů velmi dlouhé ojnice. Místo ventilů se používaly spirálovité kanály u horního pístu a jiné odváděly spaliny u dolního. Dmychadla plnila stlačeným vzduchem skříň motoru, de facto tlakovou komoru obklopující válce. Pružné a spolehlivé „junkersy“ se kromě nafty spokojily i s levným petrolejem, dehtovým olejem nebo mazutem. Kroutící moment z motoru se přenášel do převodovky (4+Z) suchou lamelovou spojkou, od níž pokračoval kloubový hřídel do diferenciálu zadní nápravy.
Motor vynikal klidným, bezkouřovým chodem a snadným startováním. Malá spotřeba oleje přispívala k hospodárnému provozu. Radikální snížení provozních výloh bylo dáno především cenou paliva, když ve 30. letech těžké oleje (nafta) byly více než o polovinu levnější než benzín a také spotřeba byla asi o 1/4 nižší než u benzínového motoru.
Tříválcový motor SA 12 se šesti písty měl vrtání 85 mm, objem válců 4087 cm³ a výkon 58,8 kW (80 k) při 1500 ot/min. Spotřeba činila 25–30 l/100 km u nafty a 0,8–1 l oleje na 100 km. Menší SA 9 byl dvoutaktní, dvouválcový se čtyřmi písty a měl vrtání 80 mm, objem válců 2723 cm³ a výkon 40,4 kW (55 k) při 1100 ot/min. Spotřeba nafty na 100 km byla ca 14 l, oleje 0,8–1 l.

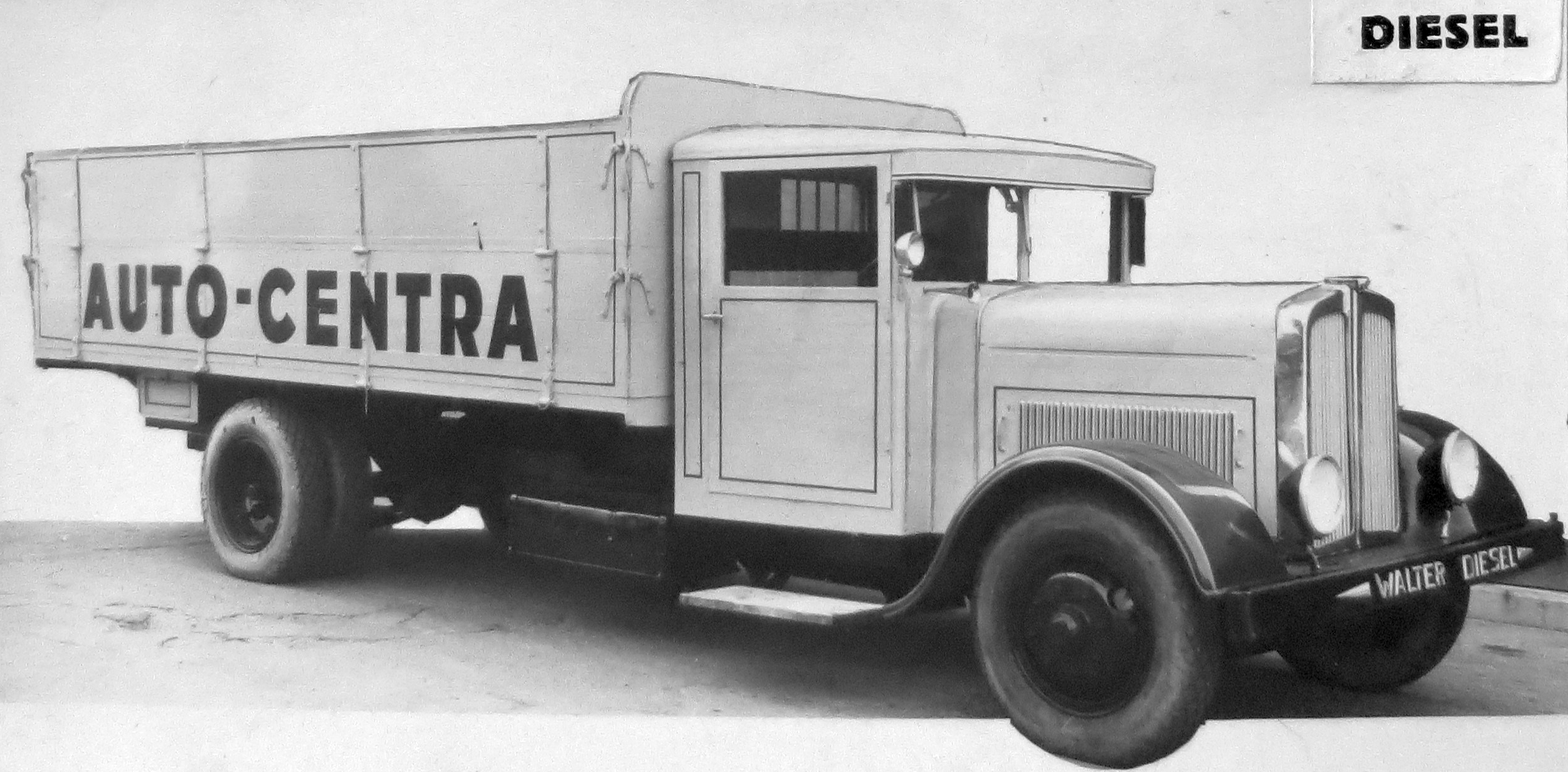
Walter Diesel 5 t s motorem SA 12 (1932)

## Podvozek
Diesel 5 t měl nízký, robustní rám z automobilu Walter FNA resp. Ideal s kapalinovými brzdami Lockheed na všechna 4 kola a se servo-mechanismem Bosch-Dewandre. Lehké sešlápnutí pedálu vyvolalo progresivní brzdění, které působilo na brzděná kola zcela stejnoměrně a vylučovalo možnost smyku na kluzkém povrchu. Ruční brzda působila na kola zadní nápravy. Dvounápravový vůz měl klasický obdélníkový rám s tuhými nápravami, odpérovanými listovými péry s hydraulickými tlumiči. Rozchod vpředu 1746 mm, vzadu 1685 mm, rozvor 4800 mm a hmotnost šasi 3000 kg. Rozměr pneumatik 34x7“ na diskových kolech, vpředu jednoduchá, vzadu dvojitá. Celkové rozměry: délka 7000 mm, šířka 2300 mm. Šnekové řízení bylo standardně na pravé straně.
U Dieselu 3 t pocházel podvozek z automobilu Walter PN. Měl nízkorámové, stabilní šasi s mechanickými brzdami. Šnekové řízení bylo standardně na pravé straně. Obě nápravy byly tuhé. U zadní nosné osy byla střední kola hnaná konickým soukolím se spirálovým ozubením Gleason a diferenciálem. Pérování na přední i zadní nápravě půleliptickými péry. Snímatelná plná kola z oceli obutá pneumatikami SS (Straight Side) 30x5" vpředu jednoduchá, vzadu dvojitá.

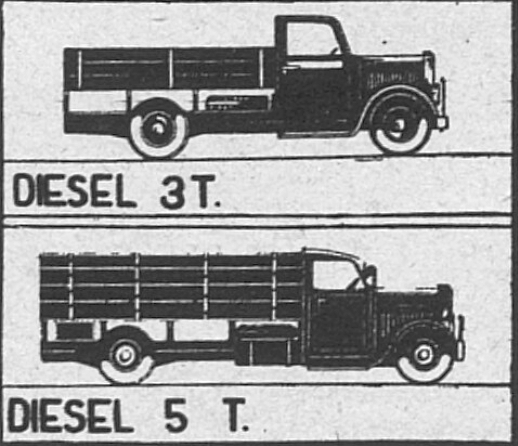
Walter Diesel valník 3t, 5t (1935)

## Karoserie
Walter Diesel s oběma typy motorů byl nabízen jako valník, i když existovala možnost objednat si je i jako autobus. 

Valníkové nástavby patřily k těm základním, nejjednodušším. Využívaly se především při přepravě odolného nebo dobře zabaleného zboží. Vozidla měla často úpravu pro zakrytí ložné plochy plachtou. Plachta bývala natažena na demontovatelné konstrukci, aby mohlo být stejné vozidlo používáno jak s plachtou, tak bez ní. Kabina Dieselu 5 t pro 3-4 osoby, velká ložná plocha 4,5x2,2 m tj. 9,9 m2 se sklopnými postranicemi a zadní stěnou. Valník mohl být dodán i jako třístranný sklápěč. Nosnost 4,5-5,0 t. Maximální rychlost 80-85 km/h. Kabina Dieselu 3 t byla pro tři osoby vč. řidiče. Nástavba byla standardní ve formě otevřené vany s otevíratelnými bočnicemi. Ložná plocha měla rovnou podlahu. Bočnice, která byla ve směru jízdy vpředu pevná, ostatní byly sklopné nebo odnímatelné. Maximální rychlost 65 km/h.

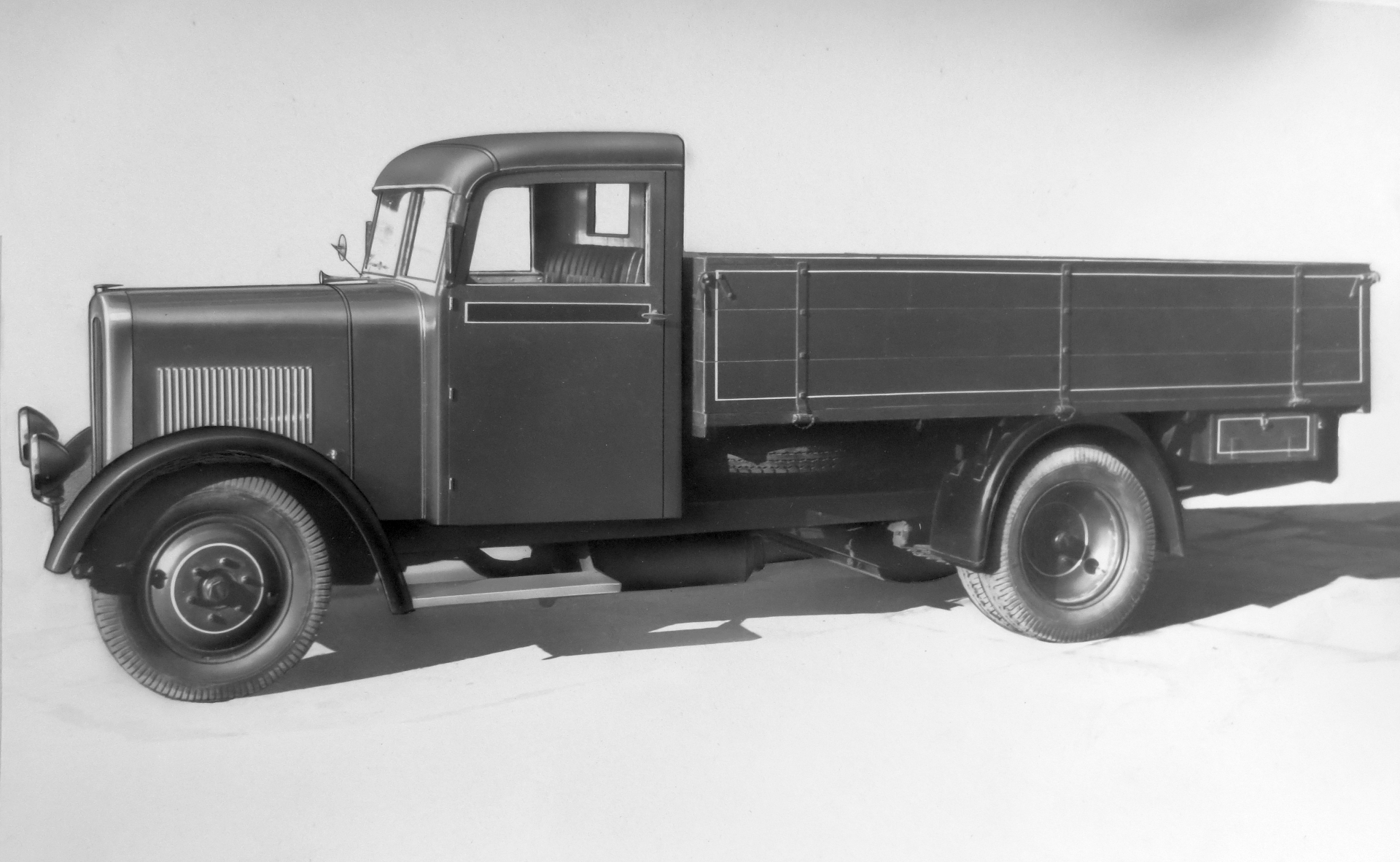
Walter Diesel 3 t s motorem SA 9 (1935)

Walter Diesel 3 t se prodával v roce 1935 za 79 000 Kč a Walter Diesel 5 t za 139 000 Kč. Tato obchodní politika firmy Walter nebyla příliš šťastná, protože možné úspory z provozu s levnější naftou a zmíněné nižší daňové zatížení nákladních automobilů se vznětovými motory, znehodnotila nastavenými cenami. Valník Walter PN na stejném podvozku jako Diesel 3 t stál ve stejném roce 49 000 Kč a valník na stejném podvozku jako Diesel 5 t a podobného výkonu Walter Ideal stál 79 000 Kč. Přestože továrna zdůrazňovala, že s dieselovým motorem lze uspořit až 70-80% nákladů oproti benzínovému motoru, tak za naftový motor si musel zákazník připlatit 30-60 tisíc Kč, což ani v roce 1935, zvláště nedlouho po světové hospodářské krizi, která se nevyhnula ani Československu, nebyly malé peníze.

## Použití
Velkým propagátorem a průkopníkem použití těchto vozů s naftovým motorem byl autodopravce a automobilový závodník Bohumil Fišer (*1899 Zahnašovice). Od roku 1932 byl vlastníkem 3 nákladních automobilů Walter Diesel. Od dubna 1934 byl autodopravcem Starobrněnského pivovaru. Na Mendlově náměstí při vstupu do restaurace "Pivovarská Starobrno" byla na jeho počest instalována socha - bronzový muž. Mimo jiné na objednávku dopravoval pivo přímo na knížecí dvůr pro Františka Josefa II., jenž byl velkým milovníkem Starobrněnského piva. Každoročně také dovážel pivo na Wiener Opernball (Vídeňský ples v opeře). Jako závodník se poprvé objevil v roce 1934 na II. ročníku závodu 1000 mil československých (9. a 10. června). Posádka B. Fišer-F. Hříbal na voze Walter Junior SS obsadila ve třídě do 1100 cm³ 11. místo. Na okruhu u Telče (Mezi dvěma branami, 12. srpna 1934, SPZ M-4372) byl původně v závodě do 1100 cm³ klasifikován na 4. místě, avšak později byl diskvalifikován, protože jeho průměrná rychlost celého závodu byla horší než příliš rychle zajeté 1. kolo (klauzule dle propozic závodu). V pozdějších letech úspěšně závodil s vozy MG a Aero. 
Možná i na jeho doporučení nakoupily v roce 1936 Elektrické dráhy města Brna 3 autobusy Walter Diesel (ev. č. 19-21). Autobusy byly vybaveny dvojími dvoudílnými dveřmi. Boční okna byla vybavena malými větracími okénky v horní části okna. Vozidlo dosahovalo délky 8800, šířky 2420 a rozvoru 5300 mm. Cestující měli k dispozici 33 míst na podélných lavicích. Mimo těchto tří autobusů měly brněnské dopravní podniky pozitivní zkušenost i s provozem autobusu Walter FN z roku 1932 (ev. č. 22), který pořídily do vozového parku od soukromého dopravce Svítila v roce 1937 a který jezdil po Brně až do roku 1945, stejně jako výše uvedené diesely.

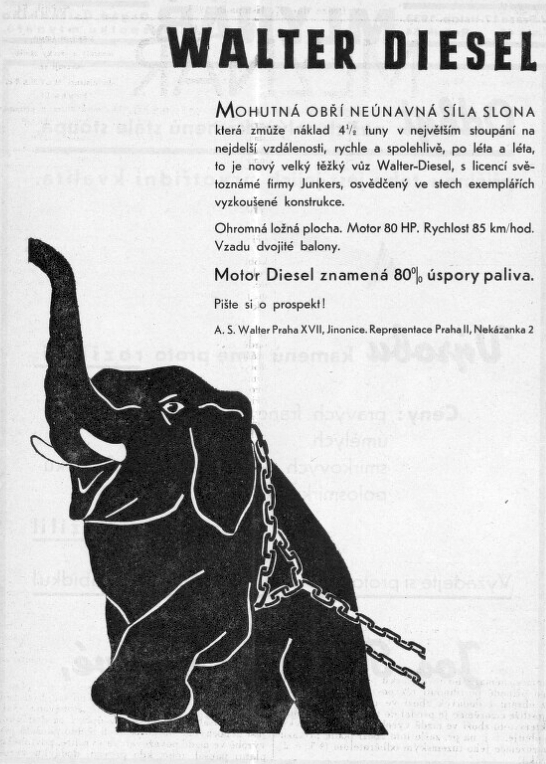
Dobová reklama na Walter Diesel (1933)